# Heinrichswalde
Heinrichswalde ist eine Gemeinde im Landkreis Vorpommern-Greifswald im Osten Mecklenburg-Vorpommerns. Bis zum 31. Dezember 2004 war die Gemeinde Verwaltungszentrum des gleichnamigen Amtes. Sie gehört nun zum Amt Torgelow-Ferdinandshof mit Sitz in der Stadt Torgelow.

## Geographie

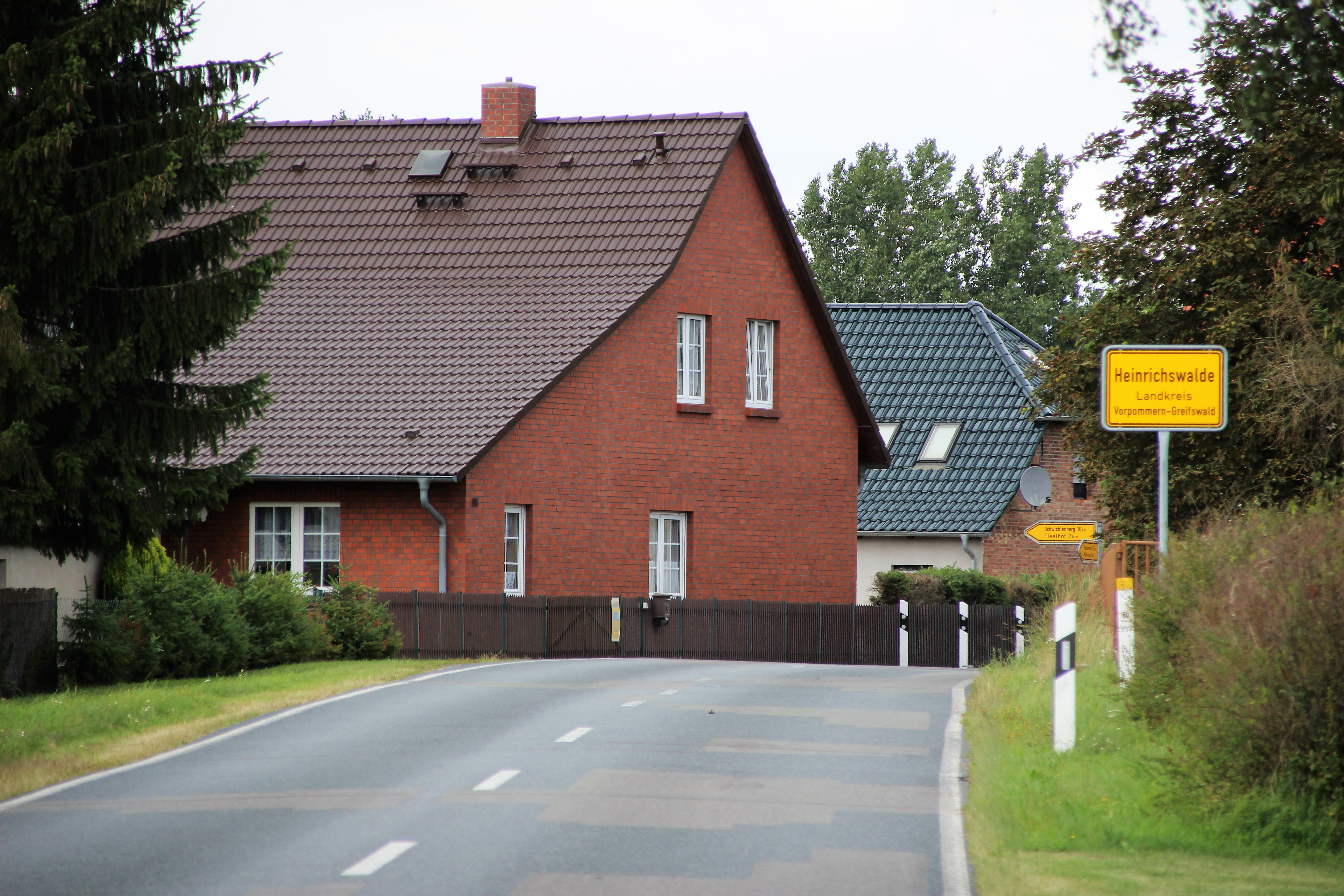
Südlicher Ortseingang

Heinrichswalde liegt in waldreicher Landschaft nördlich der Brohmer Berge und am Südrand der Friedländer Großen Wiese mit dem Galenbecker See.
Umgeben wird Heinrichswalde von den Nachbargemeinden Wilhelmsburg im Norden und Nordosten, Rothemühl im Südosten, Strasburg (Uckermark) mit dem Ortsteil Neuensund im Süden sowie Galenbeck im Westen.

## Geschichte
Der Ortsname wurde von König Friedrich Wilhelm I. zu Ehren des Generalpächters dieses Gebietes, Henrici, verliehen.
Das Dorf wurde im Rahmen der friderizianischen Kolonisation 1737 als Vorwerk des Amtes Torgelow angelegt. 1748 kamen Kolonisten aus Süddeutschland (sogen. Pfälzer), denen Unterkünfte, Acker- und Wiesenland, Befreiung vom Militärdienst und freie Religionsausübung zugesagt worden war. Als die sechs Bauern, sechs Halbbauern und 18 Kossäten in Heinrichswalde eintrafen, mussten sie sich entgegen der Zusage ihr Land erst selbst roden; danach wurde ihnen das Land vom Generalpächter Henrici nicht nach pommerschem Maß, sondern nach Magdeburger Maß vermessen, was für jeden Bauern 7000 m² Ackerland weniger bedeutete.
Zusätzlich zu diesem Betrug forderte der Generalpächter Henrici die Pacht in brandenburgischen Münzen, ihre Schwerarbeit wurde aber in sundischen Schillingen entlohnt, so dass sie beim Umtausch Verluste hinnehmen mussten. In ihrem Privileg waren keine Dienstleistungen auf dem Vorwerk Heinrichswalde erwähnt, Henrici jun. verlangte sie dennoch von den Siedlern. Die Pommersche Kriegs- und Domänenkammer in Stettin und die Kolonisten hatten einen jahrzehntelangen Streit in dieser Sache. 1771 wurden die Sprecher von Heinrichswalde, Wittmann, Lauffer und Greiner, zeitweilig inhaftiert. Die Bauern schalteten auch das Generaldirektorium in Berlin und König Friedrich II. in ihren Streit ein.
Der neue Generalpächter Ingermann versuchte, auch Pasewalker Dragoner einzusetzen, um die Bauern zu den Naturaldiensten zu zwingen. Schließlich kam der Streit 1774 zu einem Ende: In sogenannten Hofbriefen (Urkunden) erhielten sie ihren Besitz als Eigentum bestätigt. Jedoch wurden Dienste, wenn auch stark ermäßigte, für die Vorwerke Wilhelmsburg und Mühlenhof festgeschrieben.
Am 1. Juli 1950 wurde Heinrichswalde nach Rothemühl eingemeindet und am 1. Januar 1957 wieder eine eigenständige Gemeinde.
1954 wurde die einmalige Naturschönheit um Heinrichswalde (Galenbecker See) von Helmut Drechsler besucht und in dem Buch Wildschwäne über Uhlenhorst beschrieben.
Seit der Wende wurde viel getan, um das Ortsbild zu verbessern. Ab 1992 wurde der Ortskern (Gehwege, Straßenbeleuchtung) mit Hilfe der Städtebauförderung umfassend saniert. Die Erneuerungen betrafen auch die Kindertagesstätte, das Gemeindezentrum und die Freiwillige Feuerwehr. Im Kreis-, Landes- und Bundeswettbewerb „Unser Dorf soll schöner werden“ konnte Heinrichswalde sehr gute Platzierungen erreichen.
In der Gemeinde sind zwei Transportfirmen, eine Elektrofirma, eine Brunnenbaufirma, eine Fischerei mit Verkaufsstätte, ein Textil- und Lebensmittelladen, ein Friseurgeschäft sowie weitere kleine Handwerks- und Dienstleistungsbetriebe ansässig.

## Politik

### Gemeindevertretung
Die Heinrichswalder Gemeindevertretung besteht aus 6 Mitgliedern.
| Wahlgruppe                  |   |
| --------------------------- | - |
| CDU                         | 1 |
| Bürgerbündnis Uecker-Randow | 5 |
| Einzelbewerber Kamke        | 1 |

Es waren 7 Sitze zu vergeben, da jedoch zwei auf den Einzelbewerber Frank Kamke verfielen, gibt es nur 6 Mitglieder in der Gemeindevertretung.

### Wappen
| Wappen von Heinrichswalde | Blasonierung: „In Silber über blauem Wellenschildfuß, darin ein silberner Hecht mit schwarzer Zeichnung, eine ausgerissene, grün beblätterte und befruchtete schwarze Eiche; überhöht von einem auffliegenden schwarz-silbernen Seeadler.“ |
| Wappen von Heinrichswalde | Wappenbegründung: In dem Wappen soll der Wellenschildfuß den Galenbecker See symbolisieren, zu dessen Fischbesatz vor allem der Hecht zählt. Die Eiche stellt zum einen als redendes Zeichen den bildlichen Bezug zu einem Teil des Ortsnamens her, zum anderen steht sie für den die Gemeinde umgebenden Wald. Auf die in der Gemarkung nistende Adlerart verweist der Seeadler. Das Wappen wurde von dem Torgelower Reiner Kummer gestaltet. Es wurde am 18. Dezember 1996 durch das Ministerium des Innern genehmigt und unter der Nr. 120 der Wappenrolle des Landes Mecklenburg-Vorpommern registriert. |

### Flagge
Die Gemeinde verfügt über keine amtlich genehmigte Flagge.

### Dienstsiegel
Das Dienstsiegel zeigt das Gemeindewappen mit der Umschrift „GEMEINDE HEINRICHSWALDE * LANDKREIS VORPOMMERN-GREIFSWALD“.

## Sehenswürdigkeiten
2012 wurde eine Heimatstube im ehemaligen Gaststättensaal/Konsumverkaufsstelle eingerichtet. Hier wird mittels Ausstellungsstücken, Bildern, Urkunden und Schriftstücken die Entwicklung der Gemeinde dargestellt. Die Heimatstube wird durch den Natur- und Heimatverein Heinrichswalde betreut.

## Verkehrsanbindung
Heinrichswalde liegt 9 km von der Bundesstraße 109 (Berlin – Greifswald) und der Bahnlinie Berlin – Stralsund entfernt; ca. 10 km südlich verläuft die neue Bundesautobahn 20 (Ostseeautobahn).

## Persönlichkeiten
- Harry Tisch (1927–1995), DDR-Politiker, war Mitglied des Politbüros des Zentralkomitees der SED